# Meu Amigo Claudia (2009)
Meu Amigo Claudia é um filme brasileiro do gênero documentário dirigido por Dácio Pinheiro e lançado no Frameline Film Festival em 2009. O filme conta a trajetória da travesti Claudia Wonder, conhecida na cena cultural paulistana dos anos 1980.

## Sinopse
Documentário sobre a ativista, atriz, cantora e travesti Claudia Wonder, grande agitadora cultural da cidade de São Paulo. Através de depoimentos e material de época acompanhamos a trajetória de Claudia e, em paralelo, a história do país nos últimos 30 anos. Apresentando imagens raras de Claudia, o filme celebra o legado pioneiro da artista, da cena punk à consagração como símbolo de resistência. 

## Elenco
- Claudia Wonder
- Alfredo Sternheim
- Caio Fernando Abreu
- José Celso Martinez Corrêa
- Grace Gianoukas
- Kid Vinil
- Sérgio Mamberti
- Leão Lobo
- Enzio Fernandes
- Reka
- Edward McRay